# ペール・ヴァールー
ペール・ヴァールー（Per Fredrik Wahlöö, 1926年8月5日 - 1975年6月22日）は、スウェーデンの小説家。

## 人物
ヨーテボリ出身。
大学卒業後の1946年、警察関係のジャーナリストとなり1954年から1956年に国外追放されるまでスペインに滞在した。
1956年、帰国、ジャーナリストとしての活動を再開。
1959年に処女作"Himmelsgeten"を発表して小説家となった。
1962年、マイ・シューヴァルと結婚、本格的な作家活動に入る。
1965年に妻のマイ・シューヴァルと共同で警察小説のマルティン・ベックシリーズの第1作『ロゼアンナ』を発表、第4作の『笑う警官』は「マシンガンパニック」として映画化され、アメリカ・ミステリー作家協会よりエドガー賞 長編賞を受ける。
1975年、マルティン・ベックシリーズの最終作『テロリスト』を完成させた後、マルメにて死去。

## 作品

### 単著
- "Himmelsgeten" （1959年）
- "Lastbilen" （1962年）
- "Mord på 31:a våningen" （1964年）

『爆破予告』（高見浩訳、角川書店）
- "Generalerna" （1965年）
- "Stålsprånget" （1968年）

### 共著
マイ・シューヴァルとの著作についてはマルティン・ベックの項目を参照。